# Świebodzice
Świebodzice (udtale: [ɕfjɛbɔˈd͡ʑit͡sɛ]; schlesisk: Frybork; tysk: Freiburg) er en by  i  den sydlige centrale del af  Voivodskabet Nedre Schlesien i det sydvestlige Polen.  Byen  har 22.219(2021) indbyggere og et areal på 	30,45 km².  Den er en del af   powiatet (amt) Świdnica.

## Historie
Byens historie går tilbage til middelalderens Kongeriget Polen. Den blev tildelt stadsrettigheder i 1279.
Byen ligger tæt på Książ Slot, som under anden verdenskrig, der sammen med hulekomplekset, blev udvidet til at skabe private kvarterer for Adolf Hitler. Det var   en del af Projekt Riese. 
Under Anden Verdenskrig oprettede tyskerne en underlejr til Gross-Rosens koncentrationslejr i byen. I 1957 blev Pełcznica og i 1973 Ciernie lagt til byens område.

## Galleri
- Rådhus
- Bymure fra middelalderen
- Villa der tilhørte kirugen Jan Mikulicz-Radecki (en)
- Jernbanestation